# エウジェニオ・コセリウ
エウジェニオ・コセリウ（英語: Eugenio Coseriu, ルーマニア語: Eugeniu Coşeriu, 1921年7月21日 - 2002年9月7日）は、ルーマニア王国（現在モルドバ共和国・ルシュカニ県）ベルツィ県生まれの言語学者。

## 経歴
1921年、ルーマニア王国（現在モルドバ共和国・ルシュカニ県）のベルツィ県ミハイレニ（Mihăileni）で生まれた。バルツィの高校で学び、ヤシ大学()に進学。1940年にイタリア文化会館の奨学金を得てローマ・ラ・サピエンツァ大学で学んだ。1944年、ジョバンニ・マーヴァ(Giovanni Maver)の下で博士号を取得した。
1945年から1945年までパドヴァ大学に在学し、1945年から1949年にはミラノ大学に在学してアントニオ・バンフィ(Antonio Banfi)の下で哲学の博士号を取得した。
1950年から1958年まで、ウルグアイのウルグアイ共和国大学教授として、一般言語学ならびに印欧語を教えた。その間、客員としてマラガ大学とナバーラ大学、教員としてコインブラ大学でも教鞭をとった。1961年から1963年にかけて、ボン大学とフランクフルト大学の招聘教授になった後、ドイツに完全に移住して1963年よりテュービンゲン大学に勤務。1991年までロマンス語の教授として教鞭をとった。1991年、ルーマニア学士院（アカデミア・ロムナ）名誉会員選出。
2002年、テュービンゲンで死没。

## 研究内容・業績
主にロマンス系諸語を対象に研究したが、個別言語研究よりも理論研究で独特のものを見せる。ソシュールのラング・パロールという2分法を批判し、「体系」・「慣用」・「言」という3分法の理論を提唱した。これは音韻論から言語類型まで覆う理論体系である。
著書や論文を英語で執筆しておらず、また英訳もほとんどされていないため、英語圏ではあまり知られていない。
1983年の来日時に関口存男の「文例集」を発見し、それがきっかけとなって関口の国際的評価が進んだ。コセリウは関口の故郷姫路で講演を行い、「関口を未来において今までのように埋もれたままにしてしまったら、言語学は多くのものを失ってしまうことになる」と述べた。

## 著作

### 邦訳された著書
- 『一般言語学入門』三修社, 1979年
- 『うつりゆくこそことばなれ : サンクロニー・ディアクロニー・ヒストリア』クロノス 1981年

（『言語変化という問題：共時態、通時態、歴史』岩波文庫、2014年）
- 『言語地理学入門』グロータース・柴田武共訳 三修社 1981年
- 『コセリウ言語学選集:人間の学としての言語学』

1. 「言語体系」三修社, 1981年
2. 「構造的意味論」三修社, 1982年
3. 「文法と論理」三修社, 1982年
4. 「ことばと人間」三修社, 1983年